# Anthobothrium
Genre
Anthobothrium est un genre de vers plats de l'ordre des Tetraphyllidea, de famille incertae sedis selon  World Register of Marine Species (28 octobre 2023).

## Liste d'espèces
Selon World Register of Marine Species (4 août 2019) :
- Anthobothrium altavelae Neifar, Euzet & Ben Hassine, 2002
- Anthobothrium auriculatum (Rudolphi, 1819)
- Anthobothrium bifidum Yamaguti, 1952
- Anthobothrium caseyi Ruhnke & Caira, 2009
- Anthobothrium cornucopia Van Beneden, 1850
- Anthobothrium crenulatum Subhapradha, 1955
- Anthobothrium crispum Molin, 1858
- Anthobothrium dipsadomorphi (Shipley, 1900)
- Anthobothrium floraformis Southwell, 1912
- Anthobothrium galeorhini Suriano, 2002
- Anthobothrium hickmani Crowcroft, 1947
- Anthobothrium karuatayi Woodland, 1934
- Anthobothrium kingae (Schmidt, 1978)
- Anthobothrium laciniatum Linton, 1890
- Anthobothrium lesteri Williams, Burt & Caira, 2004
- Anthobothrium lilliiformis MacCallum, 1917
- Anthobothrium lintoni (Southwell, 1912)
- Anthobothrium loculatum Lakshmi & Sarada, 1993
- Anthobothrium lyndoni Ruhnke & Caira, 2009
- Anthobothrium minutum Guiart, 1935
- Anthobothrium musteli Van Beneden, 1850
- Anthobothrium oligorchidum Young, 1934
- Anthobothrium panjadi Shipley, 1909
- Anthobothrium parvum Stossich, 1895
- Anthobothrium perfectum Van Beneden, 1853
- Anthobothrium peruanum Rego, Vincente & Herrera, 1968
- Anthobothrium piramutab Woodland, 1934
- Anthobothrium pristis Woodland, 1934
- Anthobothrium pteroplateae Yamaguti, 1952
- Anthobothrium quadribothria (MacCallum, 1921) Yamaguti, 1959
- Anthobothrium rajae Yamaguti, 1952
- Anthobothrium rugosum Shipley & Hornell, 1906
- Anthobothrium sasoonense Srivastav & Srivastava, 1988
- Anthobothrium septatum Subhapradha, 1955
- Anthobothrium spinosum Subhapradha, 1955
- Anthobothrium taeniuri Saoud, 1963
- Anthobothrium uarnaki Pramanik & Manna, 2007
- Anthobothrium variabile (Linton, 1889)
- Anthobothrium veravalensis Shinde, Jadhav & Mohekar, 1981

## Publication originale
- Beneden, M. van (Pierre Joseph), 1809-1894, « Recherches sur la faune littorale de Belgique : les vers cestoïdes », Mémoires de l'Académie royale des sciences, des lettres et des beaux-arts de Belgique, vol. 25,‎ 9 février 1850, p. 1-199 (ISSN 0770-7606, OCLC 8767267, DOI 10.5962/BHL.TITLE.47103, lire en ligne).